# Benito Villanueva
Benito Villanueva (Mendoza, 8 de mayo de 1854-Buenos Aires, 8 de abril de 1933) fue un político conservador, perteneciente al  Partido Autonomista Nacional,  abogado y hombre de negocios ganadero argentino, que fue tres veces Diputado de la Nación Argentina por Mendoza, dos veces Senador de la Nación Argentina, Director del Ferrocarril Central Córdoba, Presidente del Frigorífico La Blanca, Director del Banco Hipotecario Nacional y Director del Banco Provincia de Buenos Aires.

## La familia y los negocios
Sus padres fueron Emilio Villanueva García y Tomasa González Pinto, quienes fallecieron en el Terremoto de Mendoza de 1861, en el que además murieron 4.247 personas en la ciudad de Mendoza, que por entonces tenía 11.500 habitantes.
En 1885, Benito Villanueva funda la Estancia El Dorado en el pueblo de Vedia, Buenos Aires. Allí se dedica a importar ganado vacuno de razas Shorthorn y Aberdeen para reproducirlas en el país. Ganaría varios premios.
El 27 de abril de 1889, compra las tierras pertenecientes a la Estancia El Talar de Pacheco y funda su establecimiento de Campo Los Arenales, terrenos que con posterioridad se convertirían en la Ciudad de Ingeniero Maschwitz.
En 1902 un grupo de estancieros, entre los que se encontraba Benito Villanueva, se agrupan para formar el primer frigorífico con capital argentino denominado Sociedad Anónima de Carnes Congeladas “La Blanca”. Antes de terminar la primera década del siglo XX se produce la quiebra del frigorífico de capitales argentinos fundado por Villanueva y es vendido a Morris y Armour que, junto a Swift y Hammond, constituyeron un oligopolio.
Entre 1902 y 1915 fue de manera intermitente cuatro veces presidente del Jockey Club de Buenos Aires.

## Actividad política
Es elegido diputado nacional por Mendoza en 1890. Benito Villanueva, militando en el Partido Autonomista Nacional, junto a Julio A. Roca y Bartolomé Mitre, lanzan la candidatura de Luis Sáenz Peña a la Presidencia de la Nación para competir con su hijo Roque, candidato de la Unión Cívica.
En 1894 es reelecto Diputado Nacional por Mendoza. 
En 1900 es electo Diputado Nacional por la Capital Federal. El roquismo lo hace Presidente de la Cámara de Diputados en 1901 y tres años más tarde presidente del Comité Capital del P.A.N. En los comicios del 13 de marzo de 1904, obtiene mayoría de electores en la elección de Senador Nacional por la Capital venciendo a Carlos Pellegrini y Emilio Mitre.

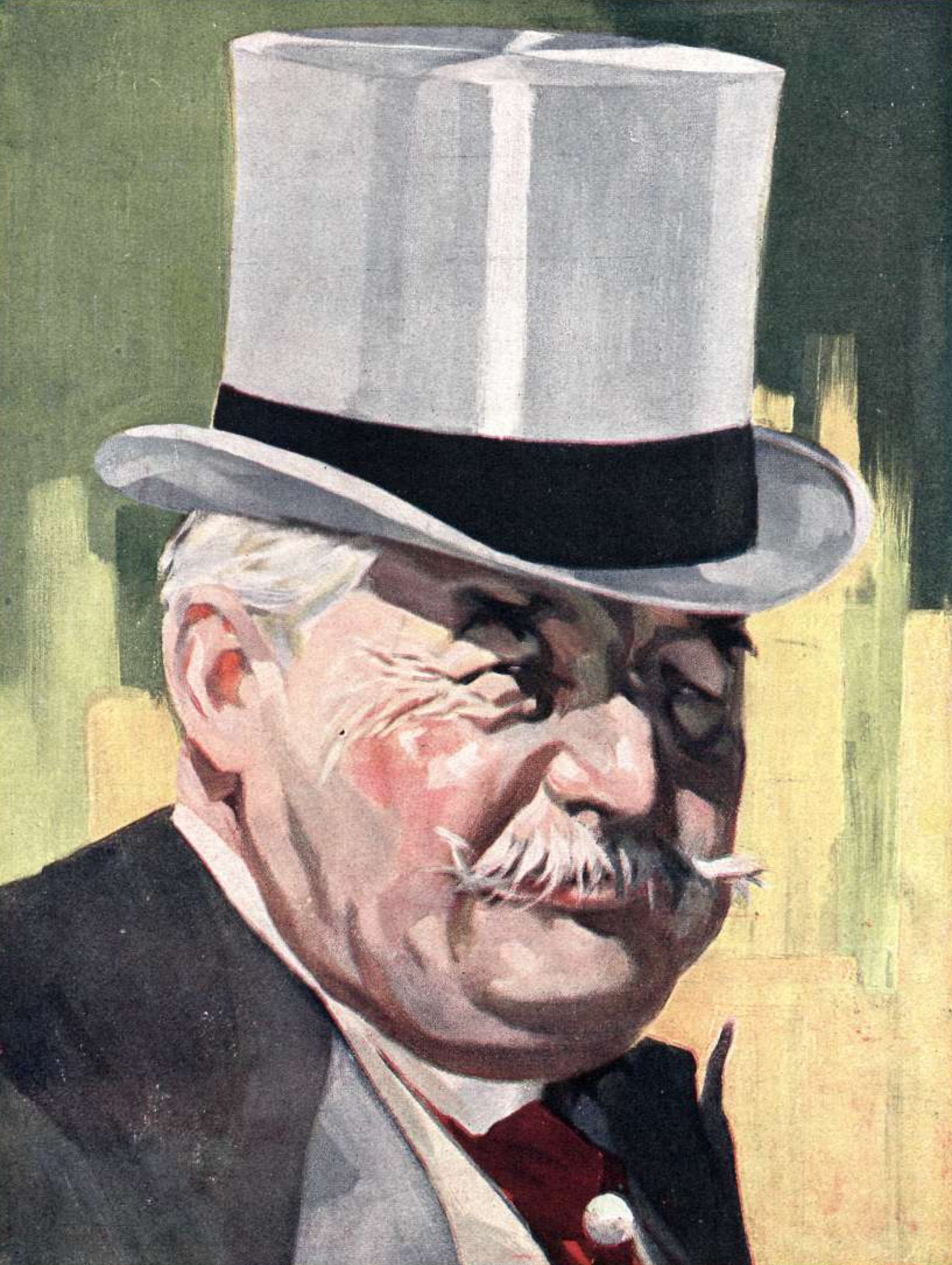
Retratado por Zavattaro en la revista Caras y Caretas (1913)

El 12 de marzo de 1906 muere el presidente Manuel Quintana y lo sucede su vicepresidente, José Figueroa Alcorta. Benito Villanueva ocupa la Presidencia Provisional del Senado. El 31 de enero de 1907, Villanueva preside interinamente la Presidencia de la Nación ante una licencia de Figueroa Alcorta. En 1914 fue uno de los fundadores del Partido Demócrata Progresista.
La fórmula presidencial que asumió el 12 de octubre de 1916, elegida por sufragio popular en el que se estrenó la Ley Sáenz Peña (voto universal, secreto y obligatorio), estaba integrada por Hipólito Yrigoyen y el riojano Pelagio Luna como vicepresidente, del partido Radical. En septiembre de 1919 falleció el vicepresidente electo. El primero en la sucesión presidencial pasó a ser entonces el titular provisorio del Senado, que en este caso pertenecía al primer partido de la oposición (Partido Demócrata) hasta el 12 de octubre de 1922, cuando asumió otro radical Marcelo T. de Alvear.
En junio de 1920, presidió la sesión en la que se aprobó la ley 11.015, de homenaje y subsidio al Centenario del Fallecimiento del General Manuel Belgrano. En el momento de la votación solicitó a todo el cuerpo que se pusiera de pie para sancionar la ley por unanimidad.